# Baron Killearn
Baron Killearn, of Killearn in the County of Stirling, ist ein erblicher britischer Adelstitel in der Peerage of the United Kingdom.
Familiensitz der Barone ist Little Sodbury Manor bei Chipping Sodbury in South Gloucestershire.

## Verleihung
Der Titel wurde am 17. Mai 1943 für den Diplomaten Sir Miles Lampson geschaffen.
Sein Sohn, der 2. Baron, erbte beim Tod seines Neffen zweiten Grades am 28. August 1971 auch den fortan nachgeordneten Titel 4. Baronet, of Rowfant in the Parish of Worth in the County of Sussex, der am 16. November 1866 in der Baronetage of the United Kingdom dem Vater des 1. Barons verliehen worden war.

## Liste der Barone Killearn (1943)
- Miles Lampson, 1. Baron Killearn (1880–1964)
- Graham Lampson, 2. Baron Killearn (1919–1996)
- Victor Lampson, 3. Baron Killearn (* 1941)

Titelerbe (Heir Apparent) ist der älteste Sohn des aktuellen Titelinhabers, Hon. Miles Lampson (* 1977).